# Каліфориди

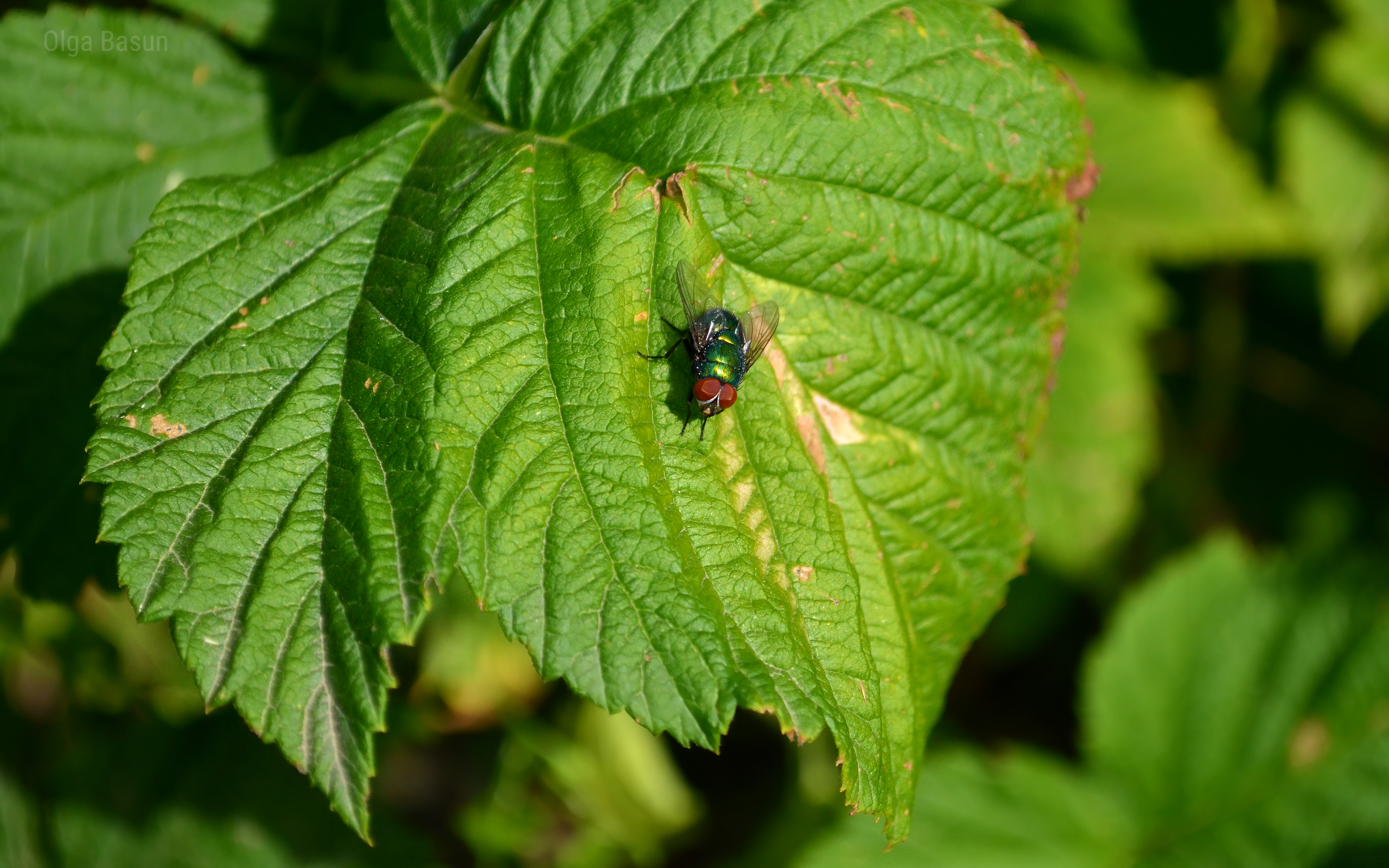

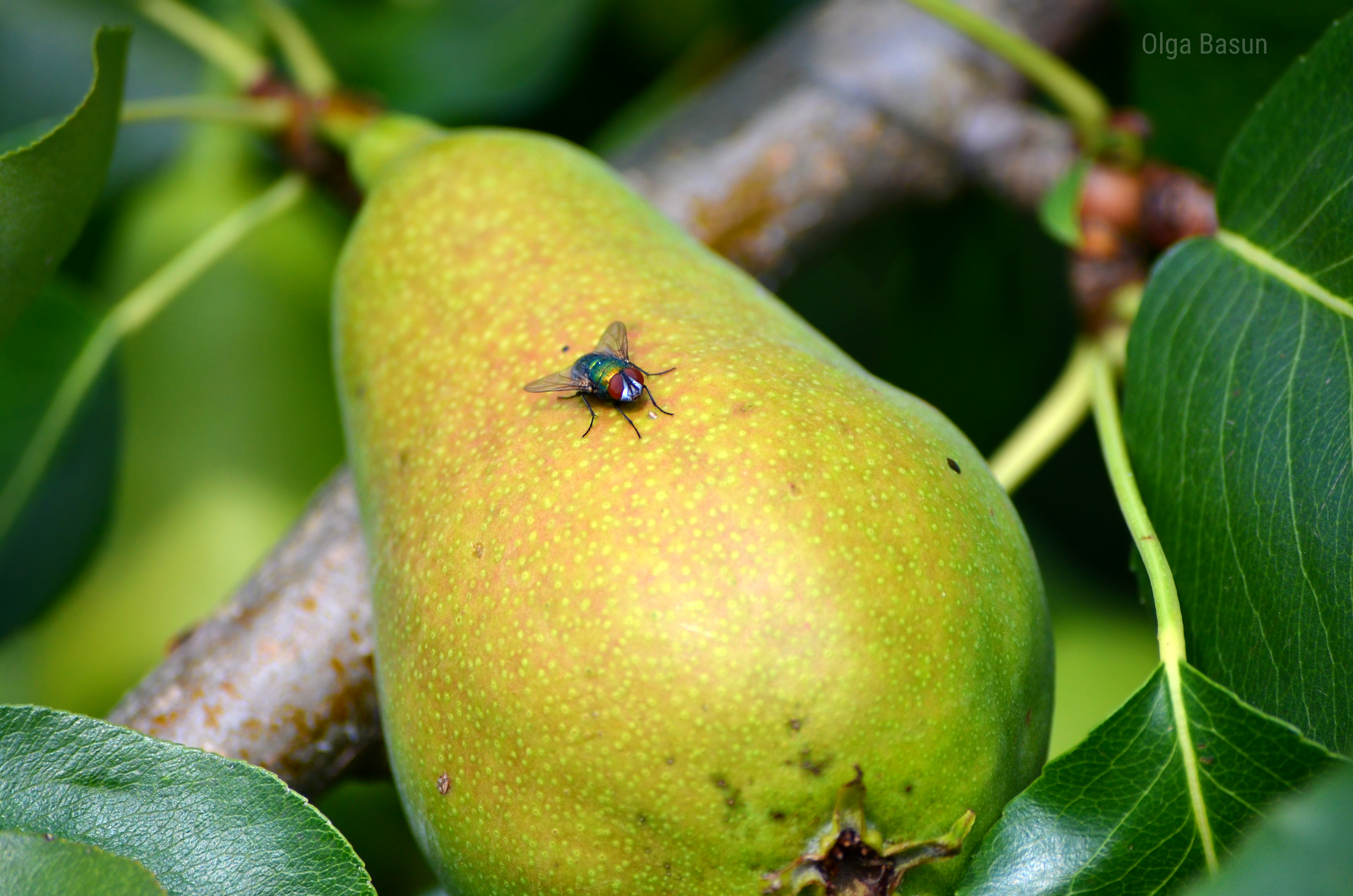

Бурчалові, каліфорові, красуні мухи, сині м'ясні мухи, каліфориди (Calliphoridae) — родина двокрилих комах надродини Oestroidea. Включає, за одними оцінками, 2, за іншими — більшу кількість підродин.

## Поширення
Родина населяє Палеарктику, Неарктику, Малайзію, Японію та Австралазію.

## Опис
Представники родини мають довжину тіла до 13 мм, густо покриті волосинками і щетинками, забарвлені в синій або зелений колір з металевим блиском.
Нижня частина голови червонувата, груди чорні, черевце з білуватим нальотом. Ці мухи не живляться кров'ю. Для відкладання яєць самки залітають у місця забою тварин, продажу м'яса, риби, молочних продуктів, на скотомогильники, невпорядковані вбиральні. Строк розвитку цих мух від яйця до статевозрілої стадії 1—1,5 міс.

## Значення
Ветеринарне значення мають такі представники родини Calliphoridae: Calliphora uralensis — синя падальна муха, Calliphora vicina — синя м'ясна муха, Protophormia terraenovae — весняна синя муха і рід Lucilia — зелені мухи (L. illustris i L. sericata). Боротьбу з м'ясними мухами проводять, застосовуючи профілактичні заходи: засітчення дверей та вікон на підприємствах харчової промисловості, базарах; своєчасно й правильно утилізують трупи, підтримують належний санітарний стан у вбиральнях та сміттєзбірниках, а при необхідності проводять деларвацію.

## Роди
Родина налічує 900 видів у 23 родах[джерело?]:
- Acrophaga
- Albuquerquea
- Aldrichina
- Amenia
- Angioneura
- Anthracomyia
- Apaulina
- Aphyssura
- Auchmeromyia
- Bellardia
- Bengalia
- Booponus
- Borbororhinia
- Boreellus
- Calliphora
- Callitroga
- Catapicephala
- Chloroprocta
- Chrysomya
- Cochliomyia
- Compsomyiops
- Cordylobia
- Cosmina
- Cyanus
- Cynomya
- Dexopollenia
- Dyscritomyia
- Eggisops
- Engyzops
- Eucalliphora
- Eumesembrinella
- Eurychaeta
- Euphumosia
- Helicobosca
- Hemilucilia
- Hemipyrellia
- Idiella
- Isomyia
- Kuschelomyia
- Laneella
- Lucilia
- Melanodexia
- Melanomya
- Melinda
- Mesembrinella
- Morinia
- Mufetiella
- Nesodexia
- Neta
- Onesia
- Opsodexia
- Pachychoeromyia
- Paradichosia
- Paralucilia
- Paramenia
- Paraplatytropesa
- Phormia
- Phumosia
- Platytropesa
- Pollenia
- Polleniopsis
- Prosthetosoma
- Protocalliphora
- Protophormia
- Ptilonesia
- Rhinia
- Rhynchoestrus
- Rhyncomya
- Sarconesia
- Sarconesiomima
- Silbomyia
- Somomyia
- Souzalopesiella
- Stegosoma
- Stilbomyella
- Stilbomyia
- Stomorhina
- Tainania
- Thelychaeta
- Theria
- Toxotarsus
- Triceratopyga
- Trichoberia
- Tricyclea
- Tricycleopsis
- Trixoneura
- Trypocalliphora
- Villeneuviella
- Xanthotryxus
- Xenocalliphora